# كهف دينيسوفا
كهف دينيسوفا (في الواقع كهف دِنيس Denis Cave ، من (الروسية: Денисова пещера) هو كهف في جبال ألتاي في روسيا منطقة التاي في سيبيريا. يقع الكهف حوالي 4   كم شمال غرب قرية تشورني أنوي ( Чёрный Ануй، بالفعل في جمهورية ألتاي )  وحوالي 220   كم خط نظر، جنوب شرق العاصمة الإقليمية بارناول و 130 كم جنوب بييسك . يبعد مجلس رايون أقل من 40 كم شمال غرب.
يقع الكهف على ارتفاع حوالي 670 م فوق مستوى سطح البحر وحوالي 28   متر فوق الضفة اليمنى من نهر انوي Anui ، رافد أيسر لنهر أوبي . تبلغ مساحتها حوالي 270 م 2 على. على مسافة قريبة من المدخل يوجد الحيز الرئيسي الكبير بأبعاد 9 م × 11 م حيث تتواجد طبقات مستوطنة أثرية، وهناك أيضا حيز ثانوي أصغر. كهف دينيسوفا هو كهف كارستي أفقي نسبيا في طبقات العصر السيلوري العليا. يعتبر أفضل كهف اخضع للبحث فيه اكتشافات من العصر الحجري القديم في شمال آسيا  وهو المكان الوحيد المعروف لاكتشاف إنسان دينيسوفا .

## التاريخ الحديث
في القرن 18عاش ناسك اسمه دِنيس Дионисий في الكهف، فصار الكهف يحمل اسمه بعد ذلك. يطلق عليه الألطائيون المحليون اسم Aju- Tasch (صخرة الدب).

## استيطان ما قبل التاريخ
في سبعينيات القرن العشرين، اكتشف العلماء السوفيت بقيادة عالم الحفريات نيكولاي أوودو Nikolai Owodow العديد من الأدوات الحجرية في الكهف في أثناء بحثه عن بقايا دب الكهف ، مما أدى إلى مزيد من البحوث الأثرية. باحثون في معهد علم الآثار والإثنوغرافيا في نوفوسيبيرسك حددوا في عام 1982  22 طبقات تحتوي على لقايا أثرية، والتي منها تغطي فترة إنسان دينيسوفا تبدأ من 125000 حتي 180000 سنة إلى الوراء. تم تأريخ الطبقات باستخدام تأريخ التألق وجزئيا باستخدام تأريخ الكربون المشع . من بين الاكتشافات الأثرية أدوات بنمطي الثقافتين الموستيرية و اللفوازية، والتي تنسب إلى النياندرتال .

و من غير المعتاد وجود حُلي في الطبقة 11 ، والتي يرجع تاريخها إلى ما بين 45000 و 30000 سنة. بالإضافة إلى الأسنان المثقبة، تم العثور على شظيتين من سوار مصقول مصنوع من «الكلوريتوليت» الأخضر الداكن (بالإنجليزية: chloritolite) ، وهو اكتشاف فريد للعصر الحجري القديم العلوي. في مقال نشر في إحدى الصحف في عام 2015 ، تمت الإشارة إلى الكلوريت عدة مرات، من قبل مدير الحفرية اناتولي ديريفيانكو Anatoli Derewjanko ، مما يجعل الآن التحديد الأولي يبدو وكأنه تركيبة خاطئة ويشير إلى مجموعة متنوعة من الحجر الصفائحي الأخضر .

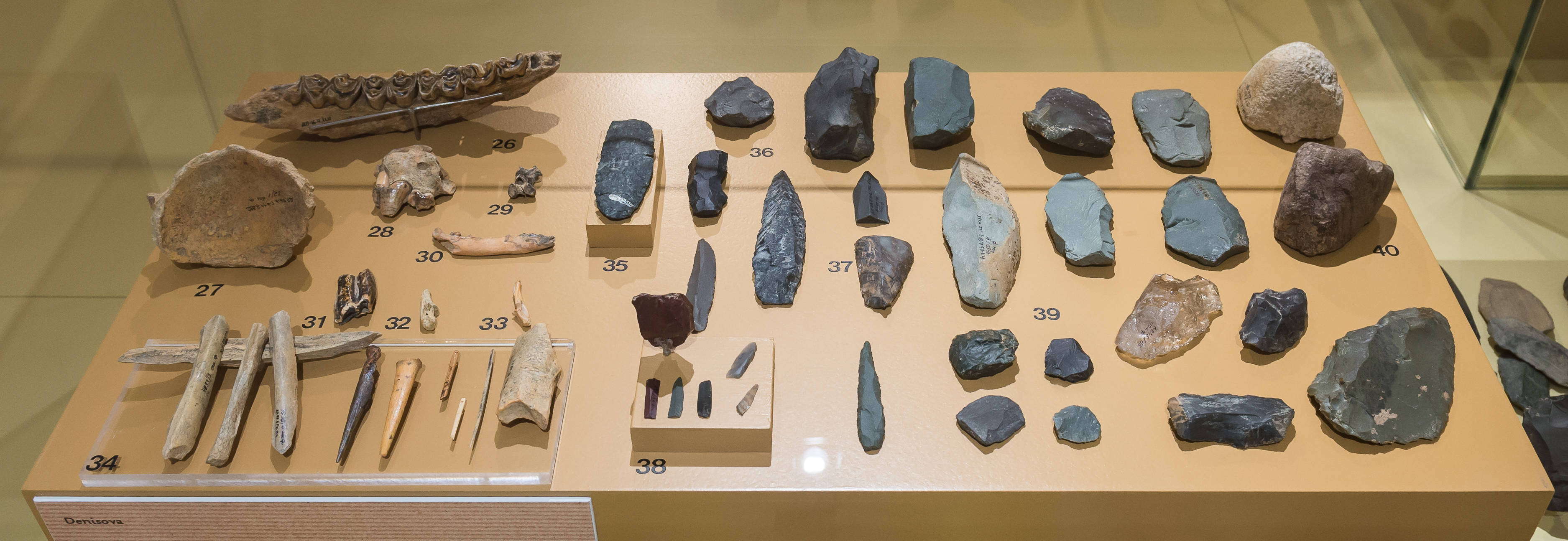
لقايا من كهف دينيسوفا (أصول)
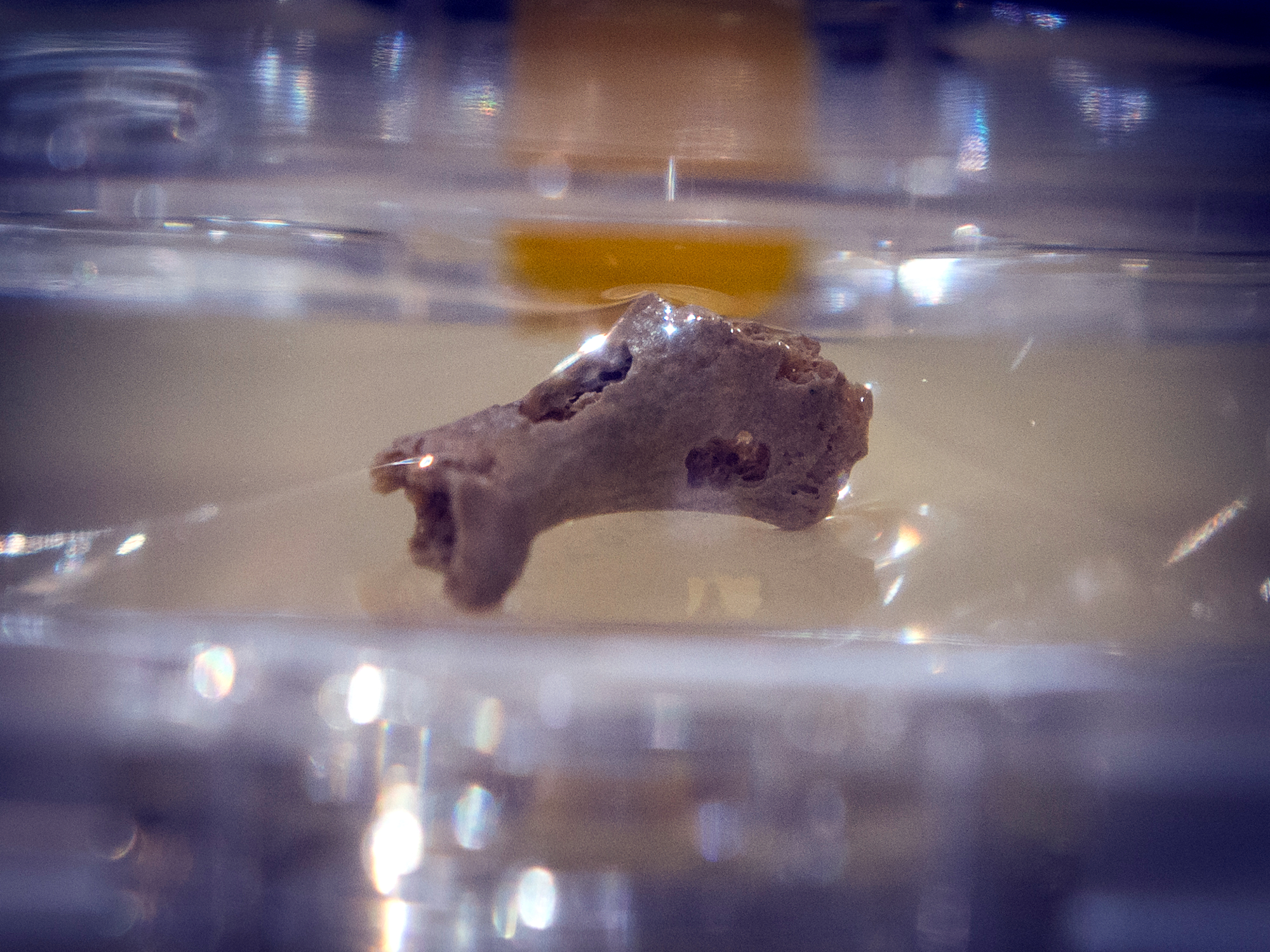
لقية دينيسوفا 5: إصبع عظم رجل نياندرتال وجد في كهف دينيسوفا مع آثار لأخذ العينات (الأصلي)
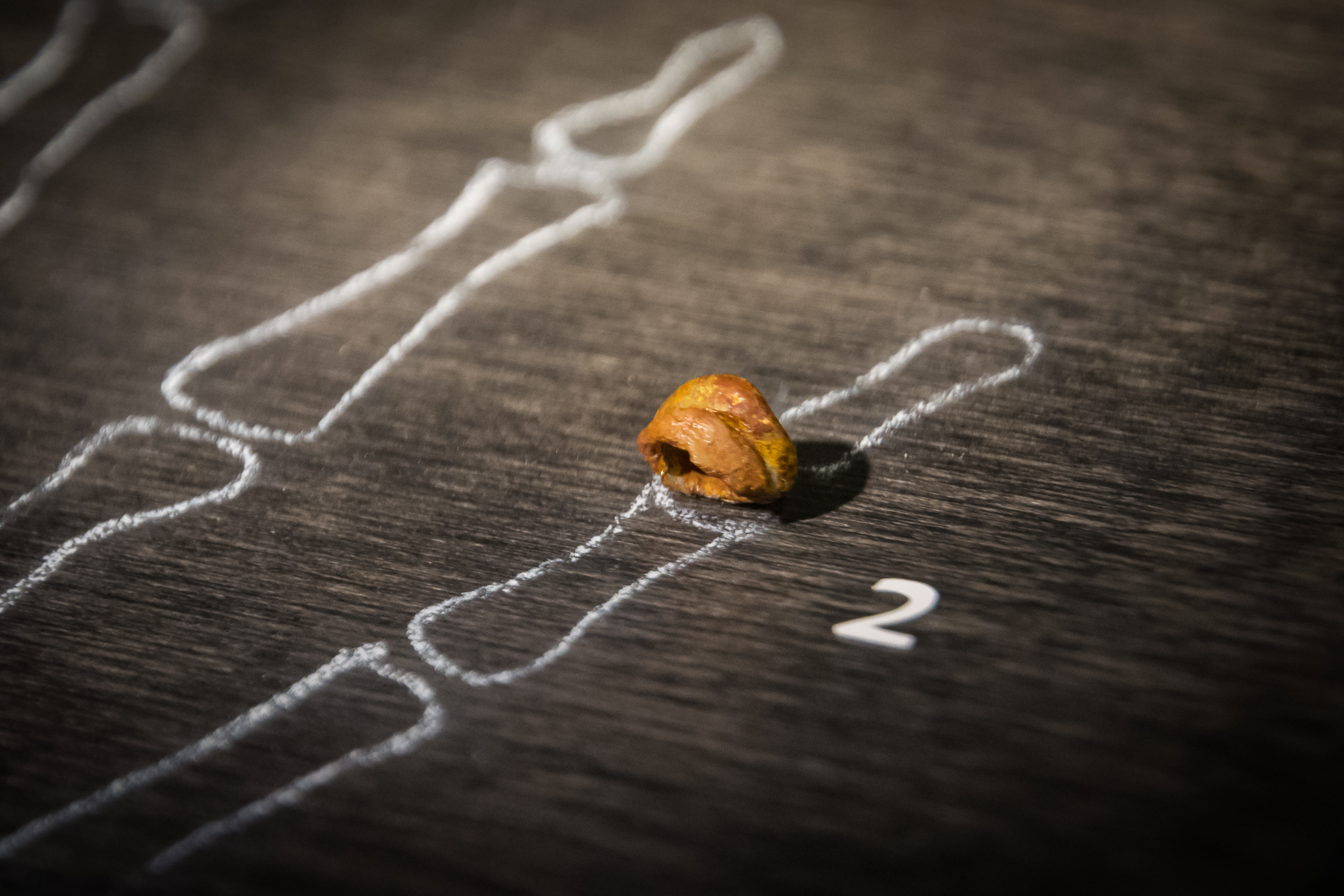
نسخة طبق الأصل من إنسان دينيسوفا اكتشفت في كهف دينيسوفا في عام 2008

 في مارس 2010 ، تم نشر تحليل الحمض النووي لعظمة أصبع لدينيسوفا 3. أحد أفراد إنسان دينيسوفا، عُتر على العظمة في حزمة الطبقات 9-11 في عام 2008. نظرًا لأن الحرارة في الكهف لا تزداد أكثر من حوالي 7 درجات مئوية، فقد تم الحفاظ على قطعة العظم التي يبلغ طولها سبعة ملليمترات فقط بالحمض النووي DNA فيها في رواسب الكهف. نُشرت لأول مرة في ديسمبر / كانون الأول عام 2010 أسنان طواحن عتيقة الهيئة لإنسان دينيسوفا M2 أو M3 من الطبقة 11.1 في الكهف. يحمل الوسم الأحفوري Denisova 4 و - مثل عظم الإصبع - تم تأريخه ما بين 30-48000 ق.ح باستخدام طريقة 14 C. سن الطاحونة Denisova 8 المنشور في عام 2015 يبلغ عمره 50,000 عام على الأقل.
يمكن أيضًا استخراج الحمض النووي من عظم إصبع القدم للإنسان نياندرتال اكتشف في عام 2010  وإعادة بنائه بالكامل تقريبًا. تنتمي الحفرية دينيسوفا 11 - وهي جزء صغير من عظم طويل تم اكتشافه في الكهف في عام 2012  - لصبية ربما كان عمرها 13 عامًا على الأقل، وكانت والدتها نياندرتال والدها دينيسوفان.

## تأريخ في العام 2019
في بداية عام 2019 ، نُشرت دراستان في مجلة نيتشر مع تواريخ جديدة حول استيطان الكهف استنادًا إلى التلألؤ المحفّز بصريًا ومتغير القياس الطيفي الشامل (ZooMS). وفقا لاكتشافات الأدوات الحجرية، هناك دلائل تشير إلى أن الكهف كان يسكن لأول مرة منذ 300000 سنة. كانت أدلة إنسان نياندرتال مؤرخة بين 200000 و 100000 عام، والدليل على إنسان دينيسوفا ما لا يقل عن 200000 سنة. يبلغ عمر الطفل الهجين (دينيسوفا 11) ، وفقًا للتحليل، حوالي 100000 عام. أحدث اكتشاف للعظام (دينيسوفا 14) ، لم يتم معرفة إلى أي المجوعتين البشريتين ينتمي تعود إلى 46300 ± 2600 عام.
نُشر عن الحُلي، والتي يُفترض أنها تُعزى إلى بشر حديثي التشريح. ( إنسان عاقل) تواريخ تعود إلى ما بين 48000 و43000 ق.ح. ووفقا للنتائج، لم يكن السكن في الكهف مستمرا، لكنه عرضي، وخاصة خلال الفترة بين الجليدية .

## دليل المواقع
- موقع باللغة الإنجليزية مع وصف تسلسل الطبقة الأثرية نسخة محفوظة 23 أكتوبر 2013 على موقع واي باك مشين.
- الشعب البدائي الغامض من كهف دينيسوفا. فيديو مع بنس فيولا من معهد ماكس بلانك للأنثروبولوجيا التطورية في لايبزيغ على يوتيوب ؛ الإنتاج: بيرجيت فرينزل لجمعية ماكس بلانك، 2011
- كان كهف سيبيريا موطنًا لأجيال من البشر القدامى الغامضين. في: sciencemag.org من 15. سبتمبر 2015